# 亞馬爾-涅涅茨自治區區旗

亞馬爾-涅涅茨自治區區旗

亞馬爾-涅涅茨自治區區旗（俄语：Флаг Ямало-Ненецкого автономного округа）的底色为蓝色，其上有白色鹿角状装饰与一红色色带。该旗帜于1996年11月28日启用。